# Sóc bay khổng lồ Bhutan
Sóc bay khổng lồ Bhutan, tên khoa học Petaurista nobilis, là một loài động vật có vú trong họ Sóc, bộ Gặm nhấm. Loài này được Gray mô tả năm 1842.